# (37827) 1998 BR32
1998 BR32 (asteroide 37827) é um asteroide da cintura principal. Possui uma excentricidade de 0.17873530 e uma inclinação de 12.67651º.
Este asteroide foi descoberto no dia 29 de janeiro de 1998 por ODAS em Caussols.